# Rui Pires
Rui Miguel Guerra Pires, noto semplicemente come Rui Pires (Mirandela, 22 marzo 1998), è un calciatore portoghese, centrocampista dei Lion City Sailors.

## Carriera

### Club
Cresciuto nel settore giovanile del Porto, debutta con la squadra riserve il 7 agosto 2016 in occasione dell'incontro di Segunda Liga perso 2-1 contro il Desp. Aves.
Il 9 luglio 2019 viene acquistato a titolo definitivo dal Troyes, militante in Ligue 2; impiegato con costanza nei primi mesi della stagione, il 30 dicembre subisce la rottura del legamento crociato anteriore terminando anzitempo la stagione.
Rientra in tempo per l'inizio della nuova stagione, dove ottiene la promozione in Ligue 1 collezionando 19 presenze perlopiù da subentrante. Il 26 luglio 2021 viene ceduto in prestito per una stagione al Paços Ferreira.

### Nazionale
Ha giocato nelle nazionali giovanili portoghesi Under-18, Under-19 ed Under-20.

## Statistiche
Statistiche aggiornate all'11 dicembre 2021.

### Presenze e reti nei club
| Stagione        | Squadra         | Campionato      | Campionato | Campionato | Coppe nazionali | Coppe nazionali | Coppe nazionali | Coppe continentali | Coppe continentali | Coppe continentali | Altre coppe | Altre coppe | Altre coppe | Totale | Totale | Totale |
| Stagione        | Squadra         | Comp            | Pres       | Reti       | Comp            | Pres            | Reti            | Comp               | Pres               | Reti               | Comp        | Pres        | Reti        | Pres   | Reti   |        |
| --------------- | --------------- | --------------- | ---------- | ---------- | --------------- | --------------- | --------------- | ------------------ | ------------------ | ------------------ | ----------- | ----------- | ----------- | ------ | ------ | ------ |
| 2016-2017       | Porto B         | LdH             | 14         | 0          |                 | -               | -               |                    | -                  | -                  |             | -           | -           | 14     | 0      |        |
| 2017-2018       | Porto B         | LdH             | 28         | 0          |                 | -               | -               |                    | -                  | -                  |             | -           | -           | 28     | 0      |        |
| 2018-2019       | Porto B         | LdH             | 27         | 0          |                 | -               | -               |                    | -                  | -                  |             | -           | -           | 27     | 0      |        |
| 2019-2020       | Troyes          | L2              | 13         | 0          | CF+CdL          | 1+1             | 0               |                    | -                  | -                  |             | -           | -           | 15     | 0      |        |
| 2020-2021       | Troyes          | L2              | 19         | 0          | CF              | 1               | 0               |                    | -                  | -                  |             | -           | -           | 20     | 0      |        |
| 2020-2021       | Troyes 2        | N3              | 2          | 0          |                 | -               | -               |                    | -                  | -                  |             | -           | -           | 2      | 0      |        |
| 2021-2022       | Paços Ferreira  | PL              | 4          | 0          | CP+CdL          | 2+3             | 0               | UECL               | 2                  | 0                  |             | -           | -           | 11     | 0      |        |
| Totale carriera | Totale carriera | Totale carriera | 107        | 0          |                 | 8               | 0               |                    | 2                  | 0                  |             | -           | -           | 117    | 0      |        |

## Palmarès

### Club

#### Competizioni nazionali
- Ligue 2: 1

Troyes: 2020-2021